# Lay’s
Lay’s — бренд разнообразных картофельных чипсов, основанный в 1938 году. Чипсы Lay’s производятся компанией Frito-Lay, принадлежащей PepsiCo Inc. с 1970 года. Другие бренды компании Frito-Lay включают Fritos, Doritos, Ruffles, Cheetos и брецели Rold Gold. Есть ещё пять видов «Lay’s»: «Stix», «Рифлёные», «Stax», «Из печи» и «Maxx».

## История бренда
Марку чипсов Lay’s придумал американец Герман В. Лэй, начавший свой бизнес в 1932 году мелким коммивояжёром по продаже картофельных чипсов в Нэшвилле. 24-летний коммерсант продавал тогда чипсы Gardner’s компании Barrett Food Products, расположенной в Атланте (штат Джорджия).
Лэй был верен торговой марке Gardner компании Barrett Food Products до 1944 года, когда решил изменить название картофельных чипсов на Lay’s Potato Chips. Этот год и считается годом рождения торговой марки Lay’s.
The Pepsi Cola Company была переименована в PepsiCo в 1965 году после объединения с Frito-Lay, компанией из Далласа, выпускавшей чипсы и другие снеки; эта компания была основана в 1939 году Германом Леем под названием H. W. Lay & Company, в 1959 году она объединилась с компанией Fritos, перед объединением с Pepsi ассортимент продукции Frito-Lay насчитывал 32 позиции, объём продаж превышал 100 млн.